# Tour de France 2022/21. Etappe
Die 21. Etappe der Tour de France 2022 fand am 24. Juli 2022 statt und endete mit der Einfahrt der Fahrer in Paris. Die Strecke führte von der Paris La Défense Arena über 115,6 Kilometer auf die Avenue des Champs Élysées, wo die 109. Austragung des französischen Etappenrennens nach neun Runden auf dem traditionellen Rundkurs zu Ende ging. Nach der Zielankunft haben die Fahrer insgesamt 3349,8 Kilometer absolviert.
Die letzte Etappe der Tour de France ist traditionell für die Klassementfahrer ein Schaulaufen. Die Strecke führte an den Sehenswürdigkeiten von Paris vorbei und dient den Fotografen als idealer Ort für Siegerfotos. Neben dem traditionellen Sieges-Champagner, durfte auch die Kunstflugstaffel der Patrouille de France nicht fehlen, die die Flagge Frankreichs in den Himmel von Paris malte. Sobald der finale Rundkurs erreicht wurde, nahm das Rennen Fahrt auf und die Teams versuchten, ihren Sprintern eine letzte Möglichkeit auf einen Etappensieg zu geben.

## Streckenführung
Der neutralisierte Start erfolgte in der Paris La Défense Arena, die auch bei den Olympischen Sommerspielen 2024 ein Austragungsort für mehrere Sportarten sein wird. Anschließend führte die Strecke stadteinwärts und die Fahrer umrundeten den Grande Arche, ehe sie nach dem Square Lucien Lechevallier zum offiziellen Start gelangten.
Der offizielle Start erfolgte nach 4,3 gefahrenen Kilometern auf der Rue des Fusillés de la Résistance kurz nach dem Jardin du SEDIF. Anschließend ging es zum Mont Valérien, wo die Fahrer rechts abbogen und zum Parc de Bois-Préau mit dem Schloss Malmaison gelangten. Nach dem Hippodrome de Saint-Cloud ging es ins Umland von Paris in Richtung Westen und vorbei am Fort du Trou d’Enfer bis nach Villepreux, wo sich die Fahrtrichtung erneut änderte und zurück nach Paris führte. Auf dem Rückweg passierte die Strecke das Schloss Versailles sowie dessen Gärten und führte über Chaville in den Forêt domaniale de Meudon, wo mit der Côte du Pavé des Gardes (180 m) die einzige Bergwertung der Etappe abgenommen wird. Diese stieg im Schnitt mit 6,5 % über 1,6 Kilometer an und war als Anstieg der 4. Kategorie klassifiziert. Die anschließende Abfahrt führte die Fahrer an das Südufer der Seine, wo die Strecke parallel zur Île Saint-Germain verläuft. Wenig später bogen die Fahrer auf den Boulevard du Général Martial Valin in Richtung Osten ab und entfernten sich vom Ufer der Seine. Nach gut vier Kilometern drehte die Fahrtrichtung gen Norden und die Fahrer passierten die Katakomben von Paris, das Pariser Observatorium, das Palais du Luxembourg und den Panthéon, ehe sie bei der Île de la Cité, auf der die Kathedrale Notre-Dame de Paris stand, erneut die Seine erreichten. Anschließend überquerten die Fahrer die Seine über die Pont Neuf und fuhren durch den Louvre auf den Place du Carrousel, ehe sie über die Rue de Rivoli auf den finalen Rundkurs gelangten.
Der traditionelle Rundkurs, der seit 2013 befahren wird, führte zunächst vom Place de la Concorde leicht ansteigend über das Kopfsteinpflaster der Avenue des Champs Élysées in Richtung Nordwesten zum Arc de Triomphe. Diesen umrunden die Fahrer und kehren auf der Gegengeraden wieder zum Place de la Concorde zurück. Dabei passierten sie das Théâtre du Rond-Point, das Grand Palais sowie das Petit Palais, die sich aus Fahrersicht auf der rechten Seite befinden. Am Place de la Concorde vollführte die Strecke zunächst eine Rechtskurve, ehe es links auf den Quai des Tuileries geht. Hier folgten die Fahrer für rund 800 Meter dem Ufer der Seine und bogen anschließend links vor dem Louvre auf die Avenue du Général Lemonnier ein. Diese führte durch einen kurzen Tunnel, ehe nach 300 Metern erneut eine Linkskurve folgte, die auf die Rue de Rivoli führte. Kurz vor dem Place de la Concorde erreichten die Fahrer die Flamme Rouge, die Markierung für den letzten Kilometer, auf die noch einmal eine Links-rechts-Kombination folgte, ehe die Fahrer auf die rund 700 Meter lange Zielgerade der Avenue des Champs Élysées gelangten. Der Rundkurs muss nach der ersten Durchfahrung der Zielpassage neunmal absolviert werden. Wenige Meter nach der dritten Zieldurchfahrt wurde zudem ein Zwischensprint ausgefahren.
|                            | Ort                                       | Kilometer | Länge (km) | Höhe (m) | Ø Steigung |
| -------------------------- | ----------------------------------------- | --------- | ---------- | -------- | ---------- |
| neutralisierter Start      | Paris La Défense Arena                    | 0-4,3     |            |          |            |
| offizieller Start          | Paris (Rue des Fusillés de la Résistance) | 0         |            |          |            |
| Bergwertung (4. Kategorie) | Côte du Pavé des Gardes                   | 043,3     | 1,3        | 180      | 6,5 %      |
| Einfahrt Rundkurs          | Paris (Rue de Rivoli)                     | 052,7     |            |          |            |
| Zwischensprint             | Paris (Avenue des Champs Élysées)         | 075,6     |            |          |            |
| Ziel                       | Paris (Avenue des Champs Élysées)         | 115,6     |            |          |            |

## Rennverlauf
Mit Michael Woods, Guillaume Boivin (beide Israel-Premier Tech) und Gorka Izagirre (Movistar) nahmen drei Fahrer die letzte Etappe nicht in Angriff. Zunächst wurden wie in den vergangenen Jahren Fotos von den siegreichen Fahrern bei ihrer langsamen Fahrt durch Paris gemacht. Zudem stieß das Jumbo-Visma Team mit dem gesamtführenden Jonas Vingegaard mit einem Glas Sekt an.
Die einzige Bergwertung des Tages ging an Simon Geschke (Cofidis), der zwar erneut im Gepunkteten Trikot fuhr, dieses jedoch nur stellvertretend für Jonas Vingegaard trug. Nach der ersten Zielpassage (acht Runden vor dem Ziel) kam es zu den ersten Angriffen im Hauptfeld. Zunächst konnte sich jedoch keine Gruppe langfristig vom Peloton absetzen. Rund 30 Kilometer vor dem Ziel konnten Maximilian Schachmann (Bora-hansgrohe), Jonas Rutsch, Owain Doull (beide EF Education-EasyPost), Antoine Duchesne und Olivier Le Gac (beide Groupama-FDJ) schließlich eine Lücke von wenigen Sekunden herausfahren. Die Gruppe zerfiel jedoch im weiteren Rennverlauf, und so wurden auch Maximilian Schachmann und Jonas Rutsch als letzte Fahrer noch vor der letzten Runde eingeholt.
Auf der letzten Runde bereitete Geraint Thomas (Ineos Grenadiers) sieben Kilometer vor dem Ziel eine Attacke für seinen Teamkollegen Filippo Ganna vor, der sich jedoch nicht vom Hauptfeld absetzen konnte. Zur gleichen Zeit griff auch der Gesamtzweite, Tadej Pogačar (UAE Team Emirates), bei der letzten Auffahrt zum Arc de Triomphe an. Der Slowene konnte sich aber ebenfalls nicht vom Peloton lösen und so kam es auf den Champs-Elysees zu einem Massensprint. Diesen eröffnete Dylan Groenewegen (BikeExchange-Jayco), der sich jedoch Jasper Philipsen (Alpecin-Deceuninck) geschlagen geben musste, der nach der 15. Etappe seinen zweiten Etappensieg feierte.
Jonas Vingegaard erreicht das Ziel als 76. gemeinsam mit seinen Teamkollegen hinter dem Hauptfeld und verlor so noch 51 Sekunden auf Tadej Pogačar. Dennoch siegte der Däne souverän in der Gesamtwertung, in der sein Vorsprung immer noch zwei Minuten und 43 Sekunden betrug. Geraint Thomas belegte den dritten Gesamtrang mit einem Rückstand von sieben Minuten und 22 Sekunden. Neben dem Gelben Trikot gewann Jonas Vingegaard auch die Bergwertung. Sein Teamkollege Wout van Aert (Jumbo-Visma) holte die Punktewertung und wurde zum kämpferischsten Fahrer der Rundfahrt ausgezeichnet. Zudem gewann das Team Jumbo-Visma auch die Mannschaftswertung. Die Nachwuchswertung ging an den Titelverteidiger Tadej Pogačar. Von den ursprünglich 176 gestarteten Fahrern erreichten 135 das Ziel in Paris.

## Ergebnis
| \| Etappenergebnis \| Etappenergebnis \| Etappenergebnis \| Etappenergebnis \| Etappenergebnis \| \| Fahrer \| Fahrer \| Land \| Team \| Zeit \| \| --------------- \| ------------------ \| ---------------------- \| ---------------------------------- \| --------------- \| \| 1. \| Jasper Philipsen \| Belgien \| Alpecin-Deceuninck \| 2 h 58 min 32 s \| \| 2. \| Dylan Groenewegen \| Niederlande \| Team BikeExchange-Jayco \| + 0 s \| \| 3. \| Alexander Kristoff \| Norwegen \| Intermarché-Wanty-Gobert Matériaux \| + 0 s \| \| 4. \| Jasper Stuyven \| Belgien \| Trek-Segafredo \| + 0 s \| \| 5. \| Peter Sagan \| Slowakei \| TotalEnergies \| + 0 s \| \| 6. \| Jérémy Lecroq \| Frankreich \| B&B Hotels-KTM \| + 0 s \| \| 7. \| Danny van Poppel \| Niederlande \| Bora-Hansgrohe \| + 0 s \| \| 8. \| Caleb Ewan \| Australien \| Lotto-Soudal \| + 0 s \| \| 9. \| Hugo Hofstetter \| Frankreich \| Arkéa-Samsic \| + 0 s \| \| 10. \| Fred Wright \| Vereinigtes Königreich \| Bahrain Victorious \| + 0 s \| |                    |                        |                                    |                 |
| |                    |                        |                                    |                 |
| Quelle: ProCyclingStats |                    |                        |                                    |                 |
| Etappenergebnis |                    |                        |                                    |                 |
| Fahrer | Fahrer             | Land                   | Team                               | Zeit            |
| 1. | Jasper Philipsen   | Belgien                | Alpecin-Deceuninck                 | 2 h 58 min 32 s |
| 2. | Dylan Groenewegen  | Niederlande            | Team BikeExchange-Jayco            | + 0 s           |
| 3. | Alexander Kristoff | Norwegen               | Intermarché-Wanty-Gobert Matériaux | + 0 s           |
| 4. | Jasper Stuyven     | Belgien                | Trek-Segafredo                     | + 0 s           |
| 5. | Peter Sagan        | Slowakei               | TotalEnergies                      | + 0 s           |
| 6. | Jérémy Lecroq      | Frankreich             | B&B Hotels-KTM                     | + 0 s           |
| 7. | Danny van Poppel   | Niederlande            | Bora-Hansgrohe                     | + 0 s           |
| 8. | Caleb Ewan         | Australien             | Lotto-Soudal                       | + 0 s           |
| 9. | Hugo Hofstetter    | Frankreich             | Arkéa-Samsic                       | + 0 s           |
| 10. | Fred Wright        | Vereinigtes Königreich | Bahrain Victorious                 | + 0 s           |

## Gesamtstände
| \| Gesamtwertung \| Gesamtwertung \| Gesamtwertung \| Gesamtwertung \| Gesamtwertung \| \| Fahrer \| Fahrer \| Land \| Team \| Zeit \| \| ------------- \| ----------------- \| ---------------------- \| ---------------------------------- \| ---------------- \| \| 1. \| Jonas Vingegaard \| Dänemark \| Jumbo-Visma \| 79 h 33 min 20 s \| \| 2. \| Tadej Pogačar \| Slowenien \| UAE Team Emirates \| + 2 min 43 s \| \| 3. \| Geraint Thomas \| Vereinigtes Königreich \| Ineos Grenadiers \| + 7 min 22 s \| \| 4. \| David Gaudu \| Frankreich \| Groupama-FDJ \| + 13 min 39 s \| \| 5. \| Alexander Wlassow \| Russland \| Bora-Hansgrohe \| + 15 min 46 s \| \| 6. \| Nairo Quintana \| Kolumbien \| Arkéa-Samsic \| + 16 min 33 s \| \| 7. \| Romain Bardet \| Frankreich \| Team DSM \| + 18 min 11 s \| \| 8. \| Louis Meintjes \| Südafrika \| Intermarché-Wanty-Gobert Matériaux \| + 18 min 44 s \| \| 9. \| Alexei Luzenko \| Kasachstan \| Astana Qazaqstan Team \| + 22 min 56 s \| \| 10. \| Adam Yates \| Vereinigtes Königreich \| Ineos Grenadiers \| + 24 min 52 s \| |                   |                        |                                    |                  |
| |                   |                        |                                    |                  |
| Quelle: ProCyclingStats |                   |                        |                                    |                  |
| Gesamtwertung |                   |                        |                                    |                  |
| Fahrer | Fahrer            | Land                   | Team                               | Zeit             |
| 1. | Jonas Vingegaard  | Dänemark               | Jumbo-Visma                        | 79 h 33 min 20 s |
| 2. | Tadej Pogačar     | Slowenien              | UAE Team Emirates                  | + 2 min 43 s     |
| 3. | Geraint Thomas    | Vereinigtes Königreich | Ineos Grenadiers                   | + 7 min 22 s     |
| 4. | David Gaudu       | Frankreich             | Groupama-FDJ                       | + 13 min 39 s    |
| 5. | Alexander Wlassow | Russland               | Bora-Hansgrohe                     | + 15 min 46 s    |
| 6. | Nairo Quintana    | Kolumbien              | Arkéa-Samsic                       | + 16 min 33 s    |
| 7. | Romain Bardet     | Frankreich             | Team DSM                           | + 18 min 11 s    |
| 8. | Louis Meintjes    | Südafrika              | Intermarché-Wanty-Gobert Matériaux | + 18 min 44 s    |
| 9. | Alexei Luzenko    | Kasachstan             | Astana Qazaqstan Team              | + 22 min 56 s    |
| 10. | Adam Yates        | Vereinigtes Königreich | Ineos Grenadiers                   | + 24 min 52 s    |

| Punktewertung | Punktewertung      | Punktewertung | Punktewertung           | Punktewertung |
| Fahrer        | Fahrer             | Land          | Team                    | Punkte        |
| ------------- | ------------------ | ------------- | ----------------------- | ------------- |
| 1.            | Wout van Aert      | Belgien       | Jumbo-Visma             | 480 P.        |
| 2.            | Jasper Philipsen   | Belgien       | Alpecin-Deceuninck      | 286 P.        |
| 3.            | Tadej Pogačar      | Slowenien     | UAE Team Emirates       | 250 P.        |
| 4.            | Christophe Laporte | Frankreich    | Jumbo-Visma             | 171 P.        |
| 5.            | Fabio Jakobsen     | Niederlande   | Quick-Step Alpha Vinyl  | 159 P.        |
| 6.            | Mads Pedersen      | Dänemark      | Trek-Segafredo          | 158 P.        |
| 7.            | Jonas Vingegaard   | Dänemark      | Jumbo-Visma             | 157 P.        |
| 8.            | Michael Matthews   | Australien    | Team BikeExchange-Jayco | 133 P.        |
| 9.            | Peter Sagan        | Slowakei      | TotalEnergies           | 120 P.        |
| 10.           | Dylan Groenewegen  | Niederlande   | Team BikeExchange-Jayco | 116 P.        |

| Bergwertung | Bergwertung      | Bergwertung            | Bergwertung                        | Bergwertung |
| Fahrer      | Fahrer           | Land                   | Team                               | Punkte      |
| ----------- | ---------------- | ---------------------- | ---------------------------------- | ----------- |
| 1.          | Jonas Vingegaard | Dänemark               | Jumbo-Visma                        | 72 P.       |
| 2.          | Simon Geschke    | Deutschland            | Cofidis                            | 65 P.       |
| 3.          | Giulio Ciccone   | Italien                | Trek-Segafredo                     | 61 P.       |
| 4.          | Tadej Pogačar    | Slowenien              | UAE Team Emirates                  | 61 P.       |
| 5.          | Wout van Aert    | Belgien                | Jumbo-Visma                        | 59 P.       |
| 6.          | Thibaut Pinot    | Frankreich             | Groupama-FDJ                       | 52 P.       |
| 7.          | Louis Meintjes   | Südafrika              | Intermarché-Wanty-Gobert Matériaux | 39 P.       |
| 8.          | Neilson Powless  | Vereinigte Staaten     | EF Education-EasyPost              | 37 P.       |
| 9.          | Pierre Latour    | Frankreich             | TotalEnergies                      | 35 P.       |
| 10.         | Geraint Thomas   | Vereinigtes Königreich | Ineos Grenadiers                   | 32 P.       |

| Nachwuchswertung | Nachwuchswertung   | Nachwuchswertung       | Nachwuchswertung                   | Nachwuchswertung  |
| Fahrer           | Fahrer             | Land                   | Team                               | Zeit              |
| ---------------- | ------------------ | ---------------------- | ---------------------------------- | ----------------- |
| 1.               | Tadej Pogačar      | Slowenien              | UAE Team Emirates                  | 79 h 36 min 03 s  |
| 2.               | Thomas Pidcock     | Vereinigtes Königreich | Ineos Grenadiers                   | + 58 min 32 s     |
| 3.               | Brandon McNulty    | Vereinigte Staaten     | UAE Team Emirates                  | + 1 h 28 min 36 s |
| 4.               | Matteo Jorgenson   | Vereinigte Staaten     | Movistar Team                      | + 1 h 31 min 14 s |
| 5.               | Andreas Leknessund | Norwegen               | Team DSM                           | + 1 h 54 min 48 s |
| 6.               | Michael Storer     | Australien             | Groupama-FDJ                       | + 2 h 20 min 32 s |
| 7.               | Georg Zimmermann   | Deutschland            | Intermarché-Wanty-Gobert Matériaux | + 2 h 36 min 57 s |
| 8.               | Kevin Geniets      | Luxemburg              | Groupama-FDJ                       | + 2 h 45 min 25 s |
| 9.               | Fred Wright        | Vereinigtes Königreich | Bahrain Victorious                 | + 3 h 01 min 25 s |
| 10.              | Stan Dewulf        | Belgien                | AG2R Citroën Team                  | + 3 h 26 min 35 s |

| Mannschaftswertung | Mannschaftswertung    | Mannschaftswertung           | Mannschaftswertung |
| Team               | Team                  | Land                         | Zeit               |
| ------------------ | --------------------- | ---------------------------- | ------------------ |
| 1.                 | Ineos Grenadiers      | Vereinigtes Königreich       | 239 h 03 min 03 s  |
| 2.                 | Groupama-FDJ          | Frankreich                   | + 37 min 33 s      |
| 3.                 | Jumbo-Visma           | Niederlande                  | + 44 min 54 s      |
| 4.                 | Bora-Hansgrohe        | Deutschland                  | + 1 h 48 min 45 s  |
| 5.                 | Movistar Team         | Spanien                      | + 2 h 11 min 22 s  |
| 6.                 | UAE Team Emirates     | Vereinigte Arabische Emirate | + 2 h 19 min 54 s  |
| 7.                 | Bahrain Victorious    | Bahrain                      | + 2 h 58 min 32 s  |
| 8.                 | Team DSM              | Niederlande                  | + 3 h 26 min 08 s  |
| 9.                 | Arkéa-Samsic          | Frankreich                   | + 3 h 56 min 51 s  |
| 10.                | Astana Qazaqstan Team | Kasachstan                   | + 3 h 59 min 00 s  |

## Ausgeschiedene Fahrer
Die folgenden Fahrer sind aus der Tour ausgeschieden:
- Michael Woods (Israel-Premier Tech): wegen positivem Corona-Test nicht gestartet
- Guillaume Boivin (Israel-Premier Tech): wegen einer Erkrankung nicht gestartet
- Gorka Izagirre (Movistar Team): wegen der Teilnahme beim Eintagesrennen Prueba Villafranca de Ordizia nicht gestartet